# Jean-Claude Fruteau
Jean-Claude Fruteau (ur. 6 czerwca 1947 w Saint-Benoît, zm. 28 kwietnia 2022) – francuski i reunioński polityk, były eurodeputowany, parlamentarzysta i samorządowiec.

## Życiorys
Ukończył studia wyższe z zakresu nauczania języków i literatury. Pracował w szkolnictwie wyższym. Po zwycięstwie François Mitterranda w wyborach prezydenckich zaangażował się w działalność Partii Socjalistycznej. W okresie 1981–2000 pełnił funkcję pierwszego sekretarza tego ugrupowania na Reunionie.
Od 1983 do 1999 sprawował urząd mera Saint-Benoît, do 1988 był też radnym regionalnym. W latach 1997–1999 zasiadał w Radzie Ekonomicznej i Społecznej. W 1999 i ponownie w 2004 uzyskiwał mandat posła do Parlamentu Europejskiego.
W 1997 kandydował bez powodzenia w wyborach do Zgromadzenia Narodowego, przegrywając z wieloletnim posłem André Thien Ah Koonem, liderem reuniońskiej prawicy. W 2007 został wybrany do niższej izby parlamentu XIII kadencji, pokonując w innym okręgu dotychczasowego deputowanego UMP, odchodząc w konsekwencji z PE. Rok później ponownie objął stanowisko mera Saint-Benoît (utrzymał je w 2014, kończąc urzędowanie w 2020). W wyborach parlamentarnych w 2012 uzyskał poselską reelekcję, zasiadał w niższej izbie parlamentu do 2017.